# Esquí acrobàtic als Jocs Olímpics
L'esquí acrobàtic és un esport que forma part del programa olímpic des dels Jocs Olímpics d'Hivern de 1992 realitzats a Albertville (França), si bé anteriorment havia format part dels Jocs Olímpics d'Hivern de 1988 realitzats a Calgary (Canadà) com a esport de demostració. Els bamps esdevingueren oficials en els Jocs de 1991, si bé el ballet i els salts acrobàtics romangueren com a esport de demostració. Posteriorment, els salts acrobàtics esdevingueren oficials en els Jocs Olímpics d'Hivern de 1994 realitzats a Lillehammer (Noruega) i el ballet fou eliminat. En els Jocs Olímpics d'Hivern de 2010 realitzats a Vancouver (Canadà) fou introduït el camp a través.
Els grans dominadors d'aquest esport són els Estats Units, Canadà, Austràlia i Belarús.

## Programa

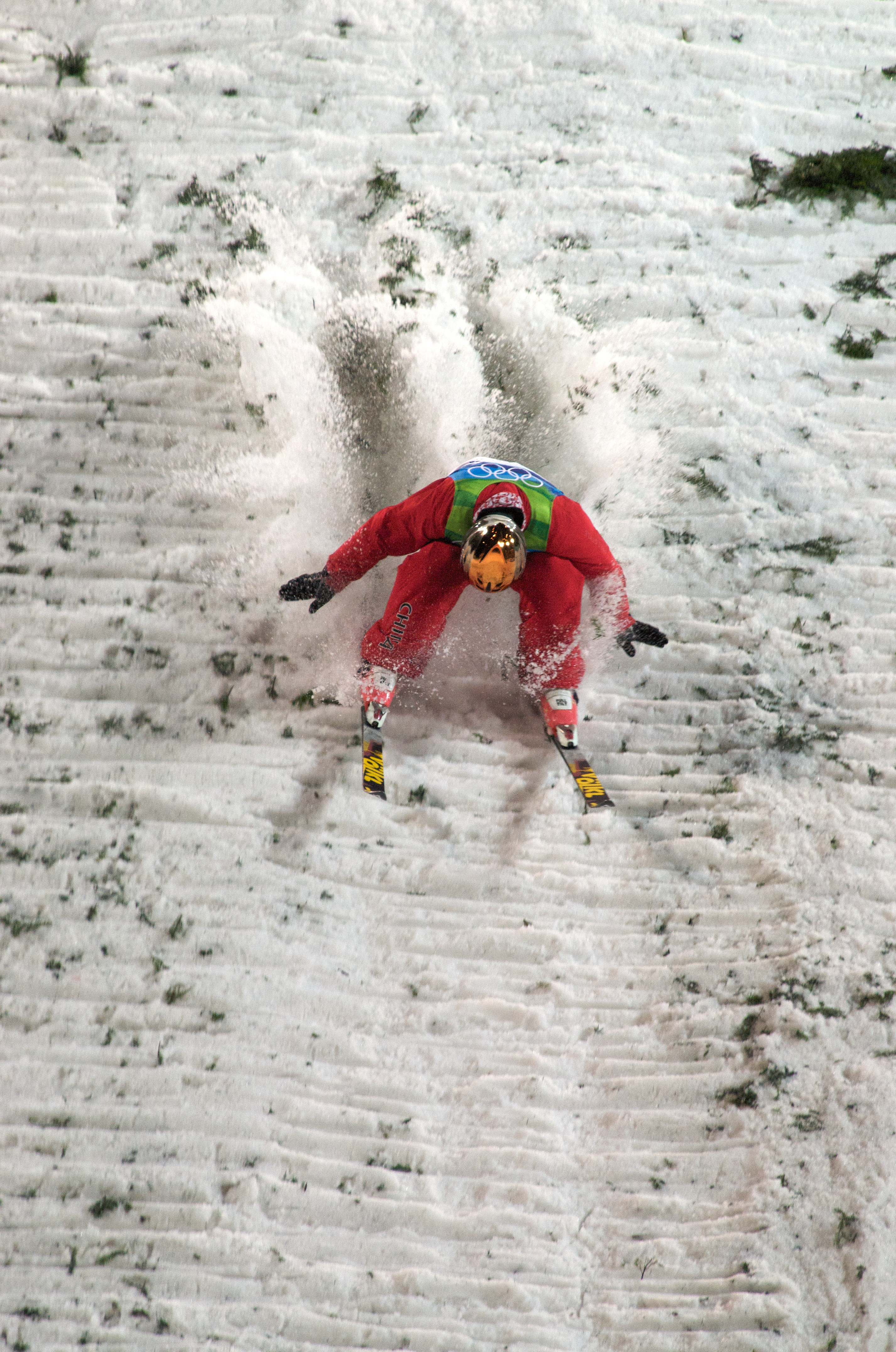
Prova de salts acrobàtics als Jocs Olímpics d'Hivern de 2010.

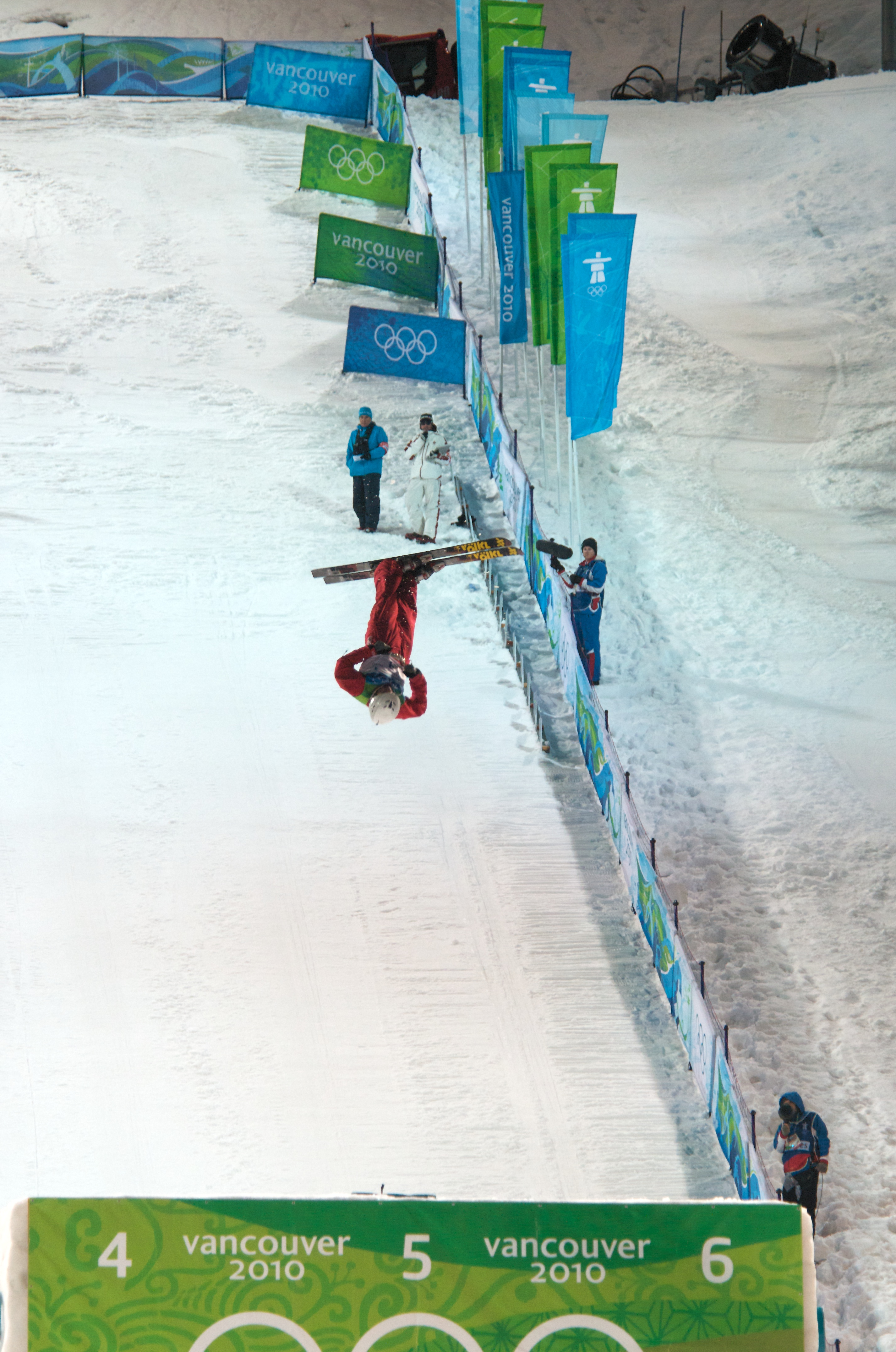
Prova de bamps als Jocs Olímpics d'hivern de 2010.

• = competició oficial, (d) = prova de demostració
| Prova               | 88  | 92  | 94 | 98 | 02 | 06 | 10 | 14 |
| ------------------- | --- | --- | -- | -- | -- | -- | -- | -- |
| Categoria masculina |     |     |    |    |    |    |    |    |
| Bamps               | (d) | •   | •  | •  | •  | •  | •  | •  |
| Salts acrobàtics    | (d) | (d) | •  | •  | •  | •  | •  | •  |
| Camp a través       |     |     |    |    |    |    | •  | •  |
| Migtub              |     |     |    |    |    |    |    | •  |
| Slopstyle           |     |     |    |    |    |    |    | •  |
| Ballet              | (d) | (d) |    |    |    |    |    |    |
| Categoria femenina  |     |     |    |    |    |    |    |    |
| Bamps               | (d) | •   | •  | •  | •  | •  | •  | •  |
| Salts acrobàtics    | (d) | (d) | •  | •  | •  | •  | •  | •  |
| Camp a través       |     |     |    |    |    |    | •  | •  |
| Migtub              |     |     |    |    |    |    |    | •  |
| Slopstyle           |     |     |    |    |    |    |    | •  |
| Ballet              | (d) | (d) |    |    |    |    |    |    |

## Medaller
| Posició | CON             | Or | Argent | Bronze | Total |
| 1       | Estats Units    | 8  | 7      | 6      | 21    |
| 2       | Canadà          | 8  | 7      | 3      | 18    |
| 3       | Austràlia       | 3  | 2      | 2      | 7     |
| 4       | Belarús         | 3  | 1      | 2      | 6     |
| 5       | Suïssa          | 3  | 0      | 1      | 4     |
| 6       | França          | 2  | 4      | 6      | 12    |
| 7       | Noruega         | 2  | 2      | 4      | 8     |
| 8       | R.P. de la Xina | 1  | 4      | 3      | 8     |
| 9       | Finlàndia       | 1  | 2      | 1      | 4     |
| 10      | Japó            | 1  | 0      | 2      | 3     |
| 11      | Txèquia         | 1  | 0      | 0      | 1     |
| 11      | Uzbekistan      | 1  | 0      | 0      | 1     |
| 13      | Rússia          | 0  | 1      | 3      | 4     |
| 14      | Suècia          | 0  | 1      | 1      | 2     |
| 15      | Alemanya        | 0  | 1      | 0      | 1     |
| 15      | Àustria         | 0  | 1      | 0      | 1     |
| 15      | Equip Unificat  | 0  | 1      | 0      | 1     |
| Total   | Total           | 34 | 34     | 34     | 102   |

en cursiva: comitès nacionals desapareguts.

## Medallistes més guardonats

### Categoria masculina
| Nom                | CON       | Or | Plata | Bronze | Total |
| Alexandre Bilodeau | Canadà    | 2  | 0     | 0      | 2     |
| Janne Lahtela      | Finlàndia | 1  | 1     | 0      | 2     |
| Dale Begg-Smith    | Austràlia | 1  | 1     | 0      | 2     |
| Edgar Grospiron    | França    | 1  | 0     | 1      | 2     |
| Aleksey Grishin    | Belarús   | 1  | 0     | 1      | 2     |
| Dmitri Dasxinski   | Belarús   | 0  | 1     | 1      | 2     |

### Categoria femenina
| Nom                  | CON       | Or | Plata | Bronze | Total |
| Kari Traa            | Noruega   | 1  | 1     | 1      | 3     |
| Jennifer Heil        | Canadà    | 1  | 1     | 0      | 2     |
| Tae Satoya           | Japó      | 1  | 0     | 1      | 2     |
| Alisa Camplin        | Austràlia | 1  | 0     | 1      | 2     |
| Stine Lise Hattestad | Noruega   | 1  | 0     | 1      | 2     |